# Щербаков, Николай Петрович
Николай Петрович Щербаков (24 декабря 1879 — 15 сентября 1922) — генерал-майор ген. штаба, и. о. войскового атамана семиреченских казаков и военный губернатор Семиреченской области (19.11.1919—15.09.1922).

## Биография
Образование получил в Сибирском кадетском корпусе (выпуск 1897 года, с отличием). Окончил Николаевское кавалерийское училище. Участник Первой мировой войны и Гражданской войны. Награждён Георгиевским оружием (ВП 03.11.1915). И.д. начальника штаба 3-й кав. дивизии (16.08.1915-16.09.1917). С 16.09.1917 — командир 6-го уланского Волынского полка.
В Донской армии с 31.10.1918 г. Назначен адмиралом А. В. Колчаком замещать должность войскового атамана Семиреченского казачьего войска. Командующий войсками Южной группы Семиреченской армии, состоявшей из 5-й Сибирской стрелковой дивизии, Алатавского и Приилийского казачьих полков, 1-го конного алашского полка, Семиреченского стрелкового полка, Самоохранного полка, Семиреченского конного алашского полка и четырёх батарей. В подчинении Южной группы находилась Оренбургская армия А. И. Дутова.
После поражения белых войск в Сибири и Семиречье вместе с отрядом Б. В. Анненкова ушёл в Синьцзян (Китай). Выехал из Кульджи в Пекин, но по дороге в пустыне Гоби заболел тифом и умер в г. Сюйчжоу.

## Награды
- Орден Святого Станислава III степени.
- Орден Святой Анны III степени с мечами и бантом.
- Орден Святой Анны II степени с мечами.
- Орден Святого Владимира IV степени с мечами и бантами.
- Орден Святого Владимира III степени с мечами и бантами.
- Георгиевское оружие (ВП 03.11.1915).